# 5578 Takakura
5578 Takakura eller 1987 BC är en asteroid i huvudbältet som upptäcktes den 28 januari 1987 av de båda japanska astronomerna Takeshi Urata och Tsuneo Niijima i Ojima. Den är uppkallad efter den japanske kejsaren Takakura.
Asteroiden har en diameter på ungefär 8 kilometer och den tillhör asteroidgruppen Koronis.